# Missionarie della regalità di Cristo
L'Istituto Secolare Missionarie della regalità di Cristo è un istituto secolare della Chiesa cattolica, cioè una comunità di laiche che pronunciano i voti di povertà, castità ed obbedienza, ma non conducono vita comune.

## Origine
Nel 1889, con l'Ecclesia Cattolica di papa Leone XIII, erano state ufficialmente riconosciute le "pie unioni" di laici consacrati non legate ad ordini religiosi.
Nel 1919 nasce un Pio sodalizio, le "Terziarie Francescane del Regno Sociale del Sacro Cuore", che diventerà l'"Istituto Secolare delle Missionarie della Regalità di Nostro Signore Gesù Cristo", di ispirazione francescana.

## Storia dell'Istituto
La nascita delle "Missionarie della regalità di Cristo" si deve alla beata Armida Barelli e a padre Agostino Gemelli, che decisero di creare un istituto di laiche consacrate.
Il nome dell’Istituto fa riferimento alla missione a cui le aderenti sono chiamate: testimoniare con la vita la centralità di Cristo Re del cosmo e della storia che regna dalla Croce. L'istituto viene costituito da 12 terziarie consacrate ad Assisi, nella chiesa di San Damiano, il 19 Novembre 1919. Tra loro la beata Armida Barelli, che fu per anni al fianco di Gemelli nell'organizzazione dell'istituto.
L'attuale denominazione "Missionarie della Regalità di nostro Signore Gesù Cristo” è stata adottata nel 1928, per iniziativa di Pio XI, in seguito alla promulgazione dell’enciclica "Quas Primas".

## Persone legate all'Istituto
- Alda Miceli - terza presidente generale dell'Istituto ed unica laica italiana ad aver partecipato al Concilio Vaticano II[5].
- Maria Chiara Magro - membro dell'istituto di cui Giovanni Paolo II ha riconosciuto le virtù eroiche nel 1995[6].